# بالقچی (نقده)
بالیقچی یک منطقهٔ مسکونی در ایران است که در دهستان بیگم‌قلعه واقع شده‌است. براساس سرشماری مرکز آمار ایران در سال ۱۳۹۵، بالیقچی ۷۵۸ نفر جمعیت دارد.